# IC 5081
IC 5081 — галактика типу S (спіральна галактика) у сузір'ї Дельфін.
Цей об'єкт міститься в оригінальній редакції індексного каталогу.